# Mario Sestili
Mario Sestili (Fiastra, 28 novembre 1941) è un ex calciatore italiano, di ruolo centravanti o ala.

## Caratteristiche tecniche
Giocava come ala sinistra o come centravanti.

## Carriera

### Club
Sestili, nato in provincia di Macerata, crebbe nella società marchigiana del Corridonia. Esordì tra i professionisti con la Sambenedettese, con cui giocò la stagione di Serie B 1960-1961. Nel campionato 1961-1962 mise a referto 3 gol in 16 presenze, in quello successivo 4 reti in 26 gare.
Nell'estate 1963 passò all'Udinese, altra società di seconda serie. Con il club friulano giocò 29 incontri nel corso della Serie B 1963-1964, segnando 7 reti; retrocesso in Serie C, rimase all'Udinese anche in tale categoria, assommando 21 presenze nel 1964-1965.
Passò poi alla Salernitana, sempre in Serie C: alla prima stagione giocò 27 gare, segnando 3 volte. Ottenuta la promozione in Serie B, fu titolare anche per il seguente torneo di seconda serie, e scese in campo in 29 occasioni (6 gol). Tornò poi in Serie C, dapprima con il Chieti e infine con la Sambenedettese.
In carriera conta 100 presenze in Serie B.

## Palmarès

### Club

#### Competizioni nazionali
- Serie C: 1

Salernitana: 1965-1966